# Powstanie żydowskie (351–352)
Powstanie żydowskie (351–352) – powstanie Żydów pod dowództwem Izaaka z Diocaesaraei i Patriciusa przeciwko cesarstwu rzymskiemu, którego powodem była polityka podatkowa współcesarza Konstancjusza Gallusa.
Po powstaniu Bar-Kochby Galilea stała się centrum żydowskiego życia duchowego, a Sepphoris było przez pewien czas siedzibą Sanhedrynu, który jednak później przeniósł się do Tyberiady. W 351 r. Konstancjusz mianował kuzyna i szwagra, Konstancjusza Gallusa, cezarem. Konstancjusz Gallus rezydował w Antiochii.
Żydowska rebelia wybuchła 7 maja 351 r. Powstańcy zdołali zdobyć Seforis (Diocæsarea) i pobliskie miejscowości, w tym Tyberiadę, a powstanie objęło duże obszary Galilei. W Seforis Żydzi rozbili garnizon i zorganizowali pogrom nieżydowskich mieszkańców (Hellenów i Samarytan). Rozkaz stłumienia buntu otrzymał Ursycyn, który w 352 r. pokonał żydowskie oddziały i zburzył m.in. miasta Seforis, Tyberiada i Diospolis, a kilka tysięcy powstańców zostało straconych. Po powstaniu Seforis zostało odbudowane, zaś Konstancjusz Gallus już w 354 r. utracił zaufanie cesarza i został stracony.
Nie jest możliwe zidentyfikowanie osoby Patriciusa (zwanego Natroną). Był on nazywany królem, jednak zapewne nie w znaczeniu świeckim, a mesjanistycznym. Źródła z tego okresu nie podają żadnych informacji o ruchach mesjanistycznych, co może wiązać się z ich przemilczeniem, bowiem następny cesarz Julian złożył Żydom obietnicę odbudowy świątyni w Jerozolimie.